# Dalkurd FF
Dalkurd FF (Dalkurd Fotbollsförening) je švédský fotbalový klub. V roce 2019 působí v druhé nejvyšší soutěži Superettan.
Klub byl založen 26. září 2004 v Borlänge kurdskými přistěhovalci v rámci projektu zaměřeného na integraci cizinců do švédské společnosti, na němž se finančně podílel IK Brage. Jeho název pochází ze spojení názvu kraje Dalarna a slova „Kurd“. Ve znaku klubu je kurdské slunce na zelenobíločervené trikolóře a dva malovaní koně dalahäst, kteří jsou symbolem dalarnského folklóru. Tým hraje nejčastěji v zelených dresech. V roce 2017 se klub z Borlänge přestěhoval do Uppsaly a od roku 2018 hraje domácí zápasy v Gävle na stadionu Gavlevallen. Fanklub týmu se nazývá „Roj Fans“. Facebookový účet klubu sleduje 1,5 milionu příznivců.
Klub začínal v lokálních soutěžích, v roce 2010 poprvé postoupil do třetí ligy, v roce 2016 do Superettan a v roce 2018 hrál poprvé nejvyšší soutěž v zemi Fotbollsallsvenskan, kde skončil na patnáctém místě a sestoupil. 
V roce 2015 hráči Dalkurdu unikli katastrofě letu Germanwings 9525, kterým se měli vracet ze soustředění ve Španělsku, ale na poslední chvíli dalo vedení týmu přednost jinému spoji.
Klub se aktivně účastní v hnutí za práva kurdského národa, v listopadu 2011 také uspořádal dobročinný zápas ve prospěch obětí zemětřesení na jihovýchodě Turecka 2011.